# テレビ電話相談
『テレビ電話相談』（テレビでんわそうだん）は、NHK総合テレビジョンで1991年4月8日から1995年3月20日まで放送されていた相談番組である。

## 概要
曜日別のテーマに応じて、視聴者からの電話相談に専門家・ゲストが回答した。　

## 放送時間
- 1991年4月8日 - 1993年3月25日:月曜日 - 木曜日 13:05 - 14:49
- 1993年4月6日 - 1995年3月20日:月曜日 - 木曜日 14:15 - 14:59

## 出演者
- 松田輝雄